# The Puppet Man
The Puppet Man er en britisk stumfilm fra 1921 af Frank Hall Crane.

## Medvirkende
- Hugh Miller som Alcide le Beau
- Molly Adair som Jenny Rose
- Hilda Anthony som Lilla Lotti
- Mane Belocci som Little Bimbo
- Harry Paulo som Joe
- Leo Fisher som Bimbo
- Johnny Reid som Bobby